# Virginia Slims of Kansas 1978
Virginia Slims of Kansas 1978  — жіночий тенісний турнір, що проходив на закритих кортах з килимовим покриттям Municipal Auditorium у Канзас-Сіті (США) в рамках Світової чемпіонської серії Вірджинії Слімс 1978. Відбувсь уперше і тривав з 27 лютого до 5 березня 1978 року. Перша сіяна Мартіна Навратілова здобула титул в одиночному розряді й отримала за це 20 тис. доларів США.

## Фінальна частина

### Одиночний розряд
Мартіна Навратілова —  Біллі Джин Кінг 7–5, 2–6, 6–3
- Для Навратілової це був 7-й титул в одиночному розряді за сезон і 20-й — за кар'єру.

### Парний розряд
Біллі Джин Кінг /  Мартіна Навратілова —  Керрі Мелвілл /  Венді Тернбулл 6–4, 6–4

## Розподіл призових грошей
| Дисципліна       | П       | F       | ПФ     | ЧФ     | 1/8    | 1/16 |
| Одиночний розряд | $20,000 | $10,500 | $5,900 | $2,800 | $1,550 | $850 |